# 色彩詠唱／孤獨的破曉
《色彩詠唱／孤獨的破曉》（いろはにほへと/孤独のあかつき，Irohanihoheto/Kodoku no Akatsuki, Les Couleurs Chantent/La Solitude de l'aube）是日本音樂家椎名林檎的第十二張單曲，也是椎名林檎生涯第一張雙A面單曲，由EMI Records Japan於2013年5月27日發行。在跨業合作部分，歌曲「色彩詠唱」不但是富士電視台戲劇「鴨去京都」的主題曲，連歌曲「孤獨的破曉」也是NHK教育台「SWITCH 達人訪談」節目的主題曲。
本張單曲同時也是樂團東京事變解散後，椎名林檎回歸個人演藝生涯的首張作品，同時也是椎名林檎出道15周年的紀念單曲，並特地於出道日發行單曲。在單曲銷售成績方面，本張單曲在日本Oricon銷售榜上最高位居單週第8名，名列2013年年度銷售榜第289位。而在日本告示牌所公布的告示牌百強單曲榜中，歌曲「色彩詠唱」最高曾名列單週第4名、2013年年度銷售榜第87位。而歌曲「孤獨的破曉」最高則曾名列單週第72名。

## 單曲概要
《色彩詠唱/孤獨的破曉》是椎名林檎繼2012年5月發表《自由嚮導》一年後，也是繼2011年11月發表《康乃馨》一年半後的新單曲。同時歌曲「色彩詠唱」也是富士電視台戲劇「鴨去京都」的主題曲，而前兩張單曲《康乃馨》及《滿滿的財富》也分別是NHK製作的戲劇「糸子的洋裝店」及富士電視台製作的戲劇「Smile」的主題曲，因此椎名林檎連續發行了三張戲劇主題曲的單曲。而歌曲「孤獨的破曉」同時也是NHK教育台「SWITCH 達人訪談」節目的主題曲。這張雙A面單曲的兩首歌曲日後皆收錄在椎名林檎原創專輯《日出處》中。不過歌曲「孤獨的破曉」是以「孤獨的破曉（信貓版）」為名義收錄，單曲版本並沒有收入在任何原創專輯中。
在單曲發售時程上，新單曲發行的消息最早於2013年4月1日就在官網發佈。04月9日為電視劇「鴨去京都」的首播日。一個禮拜後的04月16日，不但公布的新單曲的封面，並開始接受鈴聲下載的服務。到了05月9日則開始接受音樂錄影帶視聽的服務。而日本於05月27日發行單曲，台灣則是在05月31日發售台壓版。
最後，在單曲銷售成績方面，本張單曲在發行當週以1.7萬張的銷售量在日本Oricon銷售榜上位居第8名，總計在Oriocn銷售榜上榜8週，累積銷售達2.5萬張，名列2013年年度銷售榜第289位。而在日本告示牌所公布的告示牌百強單曲榜中，歌曲「色彩詠唱」最高曾名列單週第4名、2013年年度銷售榜第87位。而歌曲「孤獨的破曉」最高則曾名列單週第72名。

### 音樂錄影帶

用竹林小徑代表人生旅途

在歌曲「色彩詠唱」的音樂錄影帶中，導演兒玉裕一用竹林小徑代表著每個人無可避免的都在往人生道路上前進，而當身穿和服的椎名林檎一路與行進的隊伍逆向而行、一邊唱著歌曲時，人生中重要的場面－出生（紅蛋的出現）、結婚（抬轎子的意象）及死亡（抬棺材的意象）等則一一出現在音樂錄影帶中。

### 獲獎紀錄
MTV日本音樂錄影帶大獎
- （2014）－BEST FEMALE VIDEO－《色彩詠唱》（提名）

The SPACE SHOWER MUSIC VIDEO AWARDS
- （2014）－BEST VIDEO－《色彩詠唱》（提名）

### 跨業合作
- 「色彩詠唱」

（富士電視台）戲劇‘鴨去京都’的主題曲
- 「孤獨的破曉」

（NHK教育台）節目‘SWITCH 達人訪談’的主題曲

## 曲目
| 曲序     | 曲目       |          | 作曲     | 編曲             | 时长 |
| -------- | ---------- | -------- | -------- | ---------------- | ---- |
| 1.       | 色彩詠唱   | 椎名林檎 | 椎名林檎 | 椎名林檎, 齋藤毅 | 3:19 |
| 2.       | 孤獨的破曉 | 渡邊綾   | 椎名林檎 | 椎名林檎         | 3:04 |
| 总时长： | 总时长：   | 总时长： | 总时长： | 总时长：         | 6:24 |

### 曲目介紹
1. 色彩詠唱（日语：いろはにほへと）
  - 收錄於專輯《日出處》
2. 孤獨的破曉（日语：孤独のあかつき）
  - 原版並未收錄於任何專輯。

當『SWITCH 達人訪談』節目希望椎名林檎創作節目主題曲時[8]，椎名林檎考慮到那個節目是請來兩個不同領域的專家相互對談時，這樣的趣味性讓她想到把前一張單曲《康乃馨》作為戲劇主題曲的NHK電視劇「康乃馨」的編劇渡邊綾（日语：渡辺あや）找過來為這首歌填詞[2]。渡邊綾也爽朗地答應椎名林檎的請求，完成了這首作詞是渡邊綾，作曲及編曲是椎名林檎的作品[2]。這也是椎名林檎第一次將A面歌曲的作詞由椎名林檎以外的人擔任。
2014年11月發行的椎名林檎第五張專輯《日出處》中，將這首歌改用英文填詞，以「孤獨的破曉（信猫版）」的名義收錄專輯。

## 演出人員及後製
| 色彩詠唱 孤獨的破曉 | 後製資訊 |

## 銷售排行

### Oricon 銷售榜(日本)
《色彩詠唱/孤獨的破曉》於05月27日發行單曲。發行首週，在日本公信榜Oricon的單曲榜2013年6月第2週付的榜單中以17,447張銷售量居單週第八名。同週冠軍是銷售量突破40萬大關的嵐的「Endless Game」，第二、三名分別是2PM的「Give Me Love」、AKB48的「再見自由式」兩張單曲。總計《色彩詠唱／孤獨的破曉》總共在日本公信榜Oricon的單曲榜上榜8週，累積銷售達2.5萬張。同時在2013年年銷售榜中，《色彩詠唱／孤獨的破曉》以2.5萬張銷售量居全年第289名。
| 名稱                               | Oricon銷售榜 | 初登場 | 初登場 | 最高  | 最高   | 總銷售量 | 累積上榜次數 |
| 名稱                               | Oricon銷售榜 | 排 行  | 銷售量 | 排 行 | 銷售量 | 總銷售量 | 累積上榜次數 |
| ---------------------------------- | ------------ | ------ | ------ | ----- | ------ | -------- | ------------ |
| 2013年5月27日 色彩詠唱／孤獨的破曉 | 週銷售排行榜 | #8     | 17,447 | #8    | 17,447 | 24,905   | 8週          |
| 2013年5月27日 色彩詠唱／孤獨的破曉 | 月銷售排行榜 | #34    | 17,447 | #34   | 17,447 | 24,905   | 8週          |
| 2013年5月27日 色彩詠唱／孤獨的破曉 | 年銷售排行榜 | #289   | 24,905 | #289  | 24,905 | 24,905   | 8週          |

### 其他銷售榜
| 排行榜名稱                          | 最高排名 |
| ----------------------------------- | -------- |
| (日本) Soundscan：CD Single Top 20  | #11      |
| (日本) CDTV Top 100                 | #7       |
| (日本) 告示牌百強單曲榜(色彩詠唱)   | #4       |
| (日本) 告示牌百強單曲年榜(色彩詠唱) | #87      |
| (日本) 告示牌百強單曲榜(孤獨的破曉) | #72      |

## 發行歷史
| 國家 | 發行日期      | 發行形式   | 唱片公司          | 商品編號   |
| ---- | ------------- | ---------- | ----------------- | ---------- |
| 日本 | 2013年4月16日 | 鈴聲下載   | EMI Records Japan | -          |
| 日本 | 2013年4月30日 | 數位下載   | EMI Records Japan | -          |
| 日本 | 2013年5月27日 | CD         | EMI Records Japan | TOCT-40420 |
| 台灣 | 2013年5月31日 | CD(台壓盤) | 金牌大風          | I5321      |

## 脚注